# اکنهایم
اکنهایم (به آلمانی: Frankfurt-Eckenheim) یک منطقهٔ مسکونی در آلمان است که در فرانکفورت واقع شده‌است. اکنهایم  ۱۴٬۲۲۰ نفر جمعیت دارد.